# Carolyne Oughton
Carolyne Oughton (Edmonton, 15 novembre 1952) è un'ex sciatrice alpina canadese.

## Biografia
Sciatrice polivalente, in Coppa del Mondo Carolyne Oughton esordì 28 marzo 1968 a Rossland in slalom speciale, senza completare la prova, e ottenne il primo piazzamento il 31 gennaio seguente nella medesima località in slalom gigante (44ª); in Can-Am Cup nella stagione 1970-1971 si aggiudicò la classifica di discesa libera e agli XI Giochi olimpici invernali di Sapporo 1972, sua unica presenza olimpica, si classificò 18ª nella discesa libera e 29ª nello slalom gigante. In Coppa del Mondo conquistò il miglior risultato, nonché unico piazzamento a punti, il 25 febbraio dello stesso anno a Crystal Mountain in discesa libera (7ª), ottenne l'ultimo piazzamento il 13 gennaio 1974 a Grindelwald nella medesima specialità (36ª) e prese per l'ultima volta il via il giorno successivo nella medesima località in slalom gigante, senza completare la prova.

## Palmarès

### Coppa del Mondo
- Miglior piazzamento in classifica generale: 38ª nel 1972

### Can-Am Cup
- Vincitrice della classifica di discesa libera nel 1971[senza fonte]